# مشتری مشکوک
مشتری مشکوک (به انگلیسی: Suspect Customer) یک اصطلاح در علم بازاریابی است و به کسی گفته می‌شود که امکان فروش خدمات و یا محصول مورد نظر به وی وجود دارد. به عنوان نمونه: مشتریان مشکوک پوشک بچه، کسانی هستند که بچه‌ای دارند که نیاز به پوشک دارد و کسانی که بچه ندارد یا اینکه بچه‌هایشان نیازی به پوشک ندارند، مشتری مشکوک پوشک بچه به حساب نمی‌آیند.

## اهمیت
- در علم بازاریابی، بازار هدف از میان مشتریان مشکوک انتخاب می‌شوند.
- مشتریان مشکوک اولین پله از نردبان وفاداری مشتریان محسوب می‌شوند.
- برندها از میان این گروه برای جذب مشتریان خود تلاش می‌کنند و تبلیغاتشان بر پایه تعریف ارزش برند برای این نوع مشتری است.[۳]
- تعیین هویت مشتریان مشکوک، به ترتیبی که آنها بیشترین نیاز به خدمات یا کالای مورد نظر را داشته باشند، یکی از نکات کلیدی فروش هدفمند و موفق به شمار می‌آید.

## چگونگی جذب
تبلیغات عمومی مانند: بیلبوردها، آگهی و بولتن‌های تبلیغاتی در میان مشتریان مشکوک، یکی از روشهای جذب و تبدیل آنها به خریدار به حساب می‌آید.
بازاریابی مستقیم نیز یکی دیگر از روش‌های متداول برای جذب این گروه ‌است. در این روش با دست‌یابی به بانک اطلاعاتی مشتریان مشکوک از منابع مشخص، سعی در ایجاد ارتباط و تبلیغات هدفمند و فروش می‌کنند. به عنوان مثال می‌توان برای فروش محصولات نوزادان: از بیمارستان‌هایی که بخش زنان و زایمان و نوزاد دارند، اطلاعات خانواده‌هایی که اخیراً دارای نوزاد شده‌اند را به‌دست آورده و سپس با تبلیغات هدفمند محصولات را به آنها شناسانده و فروش را انجام داد.